# Ayaka Komatsu
Ayaka Komatsu (小松 彩夏?, Komatsu Ayaka; Ichinoseki, 23 luglio 1986) è un'attrice, modella, cantante e idol giapponese.
È nota principalmente per aver interpretato il personaggio di Minako Aino nei live action Kirari Super Live, Bishōjo senshi Sailor Moon, Bishōjo senshi Sailor Moon: Special Act e Bishōjo senshi Sailor Moon: Act Zero. Con lo pseudonimo Aino Minako, la Komatsu ha pubblicato un album discografico, intitolato I'll Be Here.

## Carriera
Ayaka debuttò come modella posando per la rivista Candy. Successivamente interpretò alcuni spot pubblicitari per la Tomy, apparve nel reality show Michi Idol e pubblicò due photobook e due DVD.
La Komatsu debuttò come attrice nel 2003, interpretando una studentessa in Bayside Shakedown 2. Nel 2004 interpretò per la prima volta il ruolo di Minako Aino, in Kirari Super Live, quindi tra il 2004 e il 2005 interpretò il personaggio in 24 episodi della serie televisiva Pretty Guardian Sailor Moon e nei live action Bishôjo Senshi Sailor Moon: Special Act e Bishôjo Senshi Sailor Moon: Act Zero. Successivamente la Komatsu interpretò altri quattro film.

## Filmografia

### Cinema
- Odoru daisosasen the movie 2: Rainbow Bridge wo fuusa seyo!, regia di Katsuyuki Motohiro (2003)
- Bishôjo Senshi Sailor Moon: Special Act, regia di Kenzô Maihara e Ryuta Tasaki (2004)
- Koibumi-biyori, regia di Taikan Suga (2004) - (episodio: Yuki ni saku hana)
- Bishôjo Senshi Sailor Moon: Act Zero, regia di Masataka Takamaru (2005)
- Drift, regia di Futoshi Jinno (2006)
- Masutâ obu sandâ: Kessen!! Fuuma ryuuko-den, regia di Kenji Tanigaki (2006)
- Drift 2, regia di Futoshi Jinno (2006)
- Boku wa imōto ni koi o suru, regia di Hiroshi Ando (2007)
- Yôgisha X no kenshin, regia di Hiroshi Nishitani (2008)
- Kansen rettô, regia di Takahisa Zeze (2009)
- Kirâ vâjin rôdo, regia di Gorô Kishitani (2009)
- Bokura ga ita, regia di Takahiro Miki (2012)
- Musashino-sen no shimai, regia di Jun'ichi Yamamoto (2012)
- Talk to the Dead (Tôku tu za deddo), regia di Norio Tsuruta (2013)
- Miss Zombie, regia di Sabu (2013)
- Bokutachi wa jôzu ni yukkuri dekinai, regia di Ohtarô Maijô, Otsuichi e Ami Sakurai (2015)
- Kuruibana, regia di Hirotaka Inoue - (episodio: Noroi Utsuri)
- Jinrô gêmu: Inferuno, regia di Shin'ya Ayabe (2018)

### Televisione
- 2004: Bishōjo senshi Sailor Moon (serie TV, 24 episodi)
- 2006: Kurosagi - Il truffatore nero (cameo, epi 6)
- 2006: Ns' Aoi SP
- 2007: Bambino!
- 2008: Average
- 2008: Galileo - Episodio Zero
- 2009: Buzzer Beat
- 2009: Tokyo Dogs (epi 5)
- 2010: Zettai Reido (epi 1)
- 2010: Natsu no Koi wa Nijiiro ni Kagayaku
- 2011: Misaki Number One!
- 2012: Kagi no Kakatta Heya

## Discografia

### Album
- I'll Be Here

### Singoli
- C'est La Vie
- Kiss!² Bang!²
- Romance
- Sayonara~Sweet Days
- Katagoshi ni Kinsei
- I'm Here
- Happy Time, Happy Life